# 了玄
了玄（りょうげん）は、室町時代中期から後期にかけての真言宗の僧侶。室町幕府の第10代将軍・足利義稙の異母弟。

## 生涯
文明10年（1478年）、室町幕府の第8代将軍・足利義政の弟である足利義視の子として誕生。母は不詳。この当時、義視は嫡子・義稙と共に美濃に在国していたことから、美濃で出生した可能性が高い。
延徳3年（1491年）4月、耀山 周台（ようざん しゅうだい）と名乗り、相国寺の大智院に入寺した。
明応元年（1492年）6月、兄・義稙の命によって、真言宗の僧となり、醍醐寺の三宝院門跡となった。
明応2年（1493年）4月、義稙が細川政元らが起こした明応の政変によって失脚し、やがて周防に下向すると、兄に従って周防に入った。周防在国中、三宝院門跡を辞し、名を勝禅院 了玄（しょうぜんいん りょうげん）と号した。
永正5年（1508年）6月、義稙が京都を奪還すると、了玄も兄とともに周防から帰京した。だが、しばらくすると、兄と対立したようで、永正6年（1509年）10月に京都を出奔する騒ぎを起こしている。
その後、了玄は帰京し、永正15年（1518年）正月に死去した。享年41。